# Киевская провинция
Киевская провинция — одна из провинций Российской империи. Центр — город Киев.
Киевская провинция была образована в составе Киевской губернии по указу Петра I «Об устройстве губерний и об определении в оныя правителей» в 1719 году. В состав провинции были включены города Киев, Нежин, Переволочна, Переславль, Полтава, Чернигов.
В 1727 году 3 из 4 провинций Киевской губернии отошли к Белгородской губернии, а Киевская провинция, единственная из оставшихся в Киевской губернии, была упразднена.